# Gus Savage
Pour les articles homonymes, voir Savage.
Augustus Alexander Savage dit Gus Savage, né le 30 octobre 1925 à Détroit (Michigan) et mort le 31 octobre 2015 à Olympia Fields (Illinois), est un homme politique américain, membre du Parti démocrate, élu du deuxième district de l'Illinois à la Chambre des représentants des États-Unis de 1981 à 1993.

## Biographie
Gus Savage est né dans le Michigan à Détroit, et est diplômé de l'université Roosevelt de Chicago. Il sert ensuite dans l'United States Army de 1943 à 1946 et travaille comme journaliste de 1954 à 1979.
Après deux tentatives infructueuses en 1968 et 1970, Gus Savage se fait élire en 1980 représentant du 2e district congressionnel de l'Illinois. Il est réélu constamment jusqu'en 1992 où il perd la primaire démocrate face à Mel Reynolds, qui obtient 63 % de suffrages contre 37 % à Savage.
Pendant sa carrière à Chambre des représentants, il fait scandale chez les conservateurs en critiquant l'État d'Israël et en soutenant les Palestiniens. Une partie de la presse et plus généralement l'opinion publique l'accuse d'être antisémite et raciste envers les Blancs.